# NGC 5170
NGC 5170 ist eine relativ isolierte Edge-On-Spiralgalaxie im Sternbild Jungfrau. Sie ist rund 62 Millionen Lichtjahre entfernt. Das Kugelsternhaufen-System von dieser Galaxie war Gegenstand einer Analyse mithilfe von HST-Aufnahmen.
Das Objekt wurde am 7. Februar 1785 von William Herschel mithilfe seines 18,7-Zoll-Spiegelteleskops entdeckt.